# Rubén de la Red
Rubén de la Red Gutiérrez (Madrid, 5 juni 1985) is een voormalig Spaans voetballer.

## Clubvoetbal
De la Red kwam in 1999 bij de cantera (jeugdopleiding) van Real Madrid. Na enige tijd moest hij echter vertrekken naar CD Móstoles omdat hij niet goed genoeg werd bevonden. Na een uitstekend seizoen bij deze club werd De la Red teruggehaald door Real Madrid. Hij speelde van 2004 tot 2007 bij Real Madrid Castilla, het tweede elftal van de club. Op 10 november 2004 debuteerde de middenvelder tegen CD Tenerife in een wedstrijd voor de Copa del Rey in het eerste elftal. Zijn eerste wedstrijd in de Primera División volgde op 22 september 2005, toen De la Red als invaller voor Raúl González in het veld kwam. Hij zou uiteindelijk elf competitiewedstrijden spelen voor Los Merengues, waarvan meerdere in het kampioensseizoen 2006/2007, maar zijn echte doorbraak bleef echter uit. De la Red werd in augustus 2007 gecontracteerd door Getafe CF.
Tijdens de bekerwedstrijd voor de Copa del Rey met Real Unión de Irún op 30 oktober 2008, zakte De la Red op het veld opeens in elkaar. Na enkele minuten bewusteloos geweest te zijn, kwam hij weer bij; De la Red zou last hebben gehad van een te lage bloeddruk ten gevolge van de inspanning. Uit voorzorg liet Real Madrid hem uitgebreid medisch onderzoeken en mocht hij gedurende het seizoen 2008/2009 niet meer spelen. Ook in de seizoenen 2009/2010 en 2010/2011 zou de flamboyante middenvelder niet in actie komen. Artsen van zijn club achtten het niet verantwoord dat hij zou spelen gezien zijn medische problematiek. Op 3 november 2010 maakte hij bekend te stoppen als professioneel voetballer. De la Red ging verder als jeugdtrainer bij zijn club, Real Madrid. Later was hij ook naar een jaar eindverantwoordelijke van het B-elfal van Getafe.

## Nationaal elftal
De la Red won in 2004 met het Spaans jeugdelftal het Europees kampioenschap Onder-19. Hij behoorde tot de Spaanse selectie voor het EK 2008. De la Red debuteerde op 31 mei 2008 in het Spaans nationaal elftal tijdens het duel tegen Peru als invaller voor David Villa in de tweede helft.

## Statistieken
| Seizoen | Club                 | Land            | Competitie         | Wed. | Goals |
| ------- | -------------------- | --------------- | ------------------ | ---- | ----- |
| 2005/06 | Real Madrid CF       | Vlag van Spanje | Primera División   | 3    | 0     |
| 2005/06 | Real Madrid Castilla | Vlag van Spanje | Segunda División B | 34   | 6     |
| 2006/07 | Real Madrid Castilla | Vlag van Spanje | Segunda División B | 28   | 3     |
| 2006/07 | Real Madrid CF       | Vlag van Spanje | Primera División   | 7    | 0     |
| 2007/08 | Getafe CF            | Vlag van Spanje | Primera División   | 31   | 3     |
| 2008/09 | Real Madrid CF       | Vlag van Spanje | Primera División   | 7    | 1     |
| 2010/11 | Real Madrid CF       | Vlag van Spanje | Primera División   | 0    | 0     |
| Totaal  |                      |                 |                    | 110  | 13    |

1 Casillas  ·
2 Albiol ·
3 Navarro ·
4 Marchena ·
5 Puyol ·
6 Iniesta ·
7 Villa ·
8 Xavi ·
9 Torres ·
10 Fàbregas ·
11 Capdevila ·
12 Cazorla ·
13 Palop ·
14 Alonso ·
15 Ramos ·
16 García ·
17 Güiza ·
18 Arbeloa ·
19 Senna ·
20 Juanito ·
21 Silva ·
22 De la Red ·
23 Reina ·
Coach: Aragonés